# Покрајински избори у Војводини 2008.
Избори за посланике у Скупштину Аутономне покрајине Војводине одржани су 11. и 25. маја 2008. године.
На овим изборима, бирало се 120 посланика — 60 по пропорционалном и 60 по већинском систему. По оба система, посланици су бирани 11. маја, истовремено када су одржани републичким и локалним избори у Србији, а по већинском — и 25. маја, и то у свих 60 изборних јединица, с обзиром на то да у првом кругу ни у једној јединици ниједан кандидат није добио преко 50% гласова.
Натполовичну већину посланичких места (64) добила је коалиција За европску Војводину, док је Српска радикална странка освојила 25 мандата.

## Резултати

### Први круг
| Листе                                                                | Бр. гласова | %      | Мандати |
| -------------------------------------------------------------------- | ----------- | ------ | ------- |
| За европску Војводину                                                | 354.198     | 33,73  | 23      |
| Српска радикална странка                                             | 310.599     | 29,58  | 20      |
| Заједно за Војводину                                                 | 86.653      | 8,25   | 5       |
| Мађарска коалиција                                                   | 77.390      | 7,37   | 5       |
| Демократска странка Србије - Нова Србија                             | 59.248      | 5,64   | 4       |
| Социјалистичка партија Србије - Партија уједињених пензионера Србије | 57.093      | 5,44   | 3       |
| Остали                                                               | 73.246      | 6,97   | 0       |
| Укупно                                                               |             | 100,00 | 60/120  |

Извор:Б92

### Други круг
| Листе                                                                | Мандати |
| -------------------------------------------------------------------- | ------- |
| За европску Војводину                                                | 41      |
| Српска радикална странка                                             | 4       |
| Мађарска коалиција                                                   | 4       |
| Заједно за Војводину                                                 | 1       |
| Демократска странка Србије - Нова Србија                             | 2       |
| Социјалистичка партија Србије - Партија уједињених пензионера Србије | 2       |
| Либерално-демократска партија                                        | 1       |
| Групе грађана                                                        | 5       |
| Totale                                                               | 60/120  |

Fonte:B92

### Укупни резултати
| За европску Војводину - 64 Српска радикална странка - 24 Мађарска коалиција - 9 Заједно за Војводину - 6 Демократска странка Србије – Нова Србија - 6 Социјалистичка партија Србије – Партија уједињених пензионера Србије - 5 различите групе грађана + ЛДП - 6 |